# Majkovec
 Majkovec  falu Horvátországban Zágráb megyében. Közigazgatásilag Szentivánzelinához tartozik.

## Fekvése
Zágrábtól 25 km-re északkeletre, községközpontjától  10 km-re délkeletre, az A4-es autópálya közelében fekszik.

## Története
Majkovecet és kastélyát 1488-ban "castellum Maykowcz" néven említik először, amikor az akkor Körös megyében lévő birtokot Hunyadi Mátyás Duknivich János szobrásznak adományozta. 1567-ben Mikulich Gáspár, 1598-ban Mikulich János, 1600-ban Mikulich György birtoka. 1802-ben Adamovich János volt a birtokosa.
1857-ben 98, 1910-ben 225 lakosa volt. Trianonig Zágráb vármegye Szentivánzelinai járásához tartozott. Egyházilag az öt km-re fekvő brckovljani plébánia része. 2001-ben 180 lakosa volt.

## Lakosság
| Lakosság változása | Lakosság változása | Lakosság változása | Lakosság változása | Lakosság változása | Lakosság változása | Lakosság változása | Lakosság változása | Lakosság változása | Lakosság változása | Lakosság változása | Lakosság változása | Lakosság változása | Lakosság változása | Lakosság változása |
| ------------------ | ------------------ | ------------------ | ------------------ | ------------------ | ------------------ | ------------------ | ------------------ | ------------------ | ------------------ | ------------------ | ------------------ | ------------------ | ------------------ | ------------------ |
| 1857               | 1869               | 1880               | 1890               | 1900               | 1910               | 1921               | 1931               | 1948               | 1953               | 1961               | 1971               | 1981               | 1991               | 2001               |
| 98                 | 112                | 132                | 165                | 210                | 225                | 233                | 229                | 228                | 231                | 233                | 223                | 201                | 168                | 180                |

## Külső hivatkozások
- Szentivánzelina község hivatalos oldala
- A brckovljani plébánia honlapja